# Härslöv
Härslöv est une localité suédoise située dans la commune de Landskrona en Scanie.
Sa population était de 426 habitants en 2019.